# Crazy Love (Michael Bublé-album)
A 2009-ben megjelent Crazy Love Michael Bublé kanadai szólista negyedik stúdiólemeze. A Nielsen SoundScan szerint, ahol az előadó már a második listavezető albumát készíti, a forgalomba kerülés után három nappal a lemez 132.000 eladott példánnyal a Billboard 200 lista elején nyitott. Az első, teljes egészében a lista élén eltöltött hét alatt a lemezből elkelt mennyiség 203.000-ig emelkedett, s így megőrizte vezető helyét.
Ausztráliában a lemez az ARIA Slágerlistán első helyen nyitott, s három egymást követő héten keresztül megőrizte ezt a helyezését. Azóta 9 hete van benn a legjobb 10 között, s háromszoros platinalemez lett.

## A lemezről
A lemezt hat hónapon keresztül rögzítették Los Angelesben, New Yorkban és szülővárosában, Vancouverben. A lemez producerei David Foster, Bob Rock és Humberto Gatica voltak. Michael Bublé describes Crazy Love as the "ultimate record about the inevitable roller coaster ride of relationships."
A Blué valamint volt együttműködői, Alan Chang és Amy Foster által írt "Haven't Met You Yet" kislemez 2009. augusztus 31-én jelent meg. Hetekkel a kislemez előtt Weeks prior to this single, Bublé offered his audience an early glimpse at Crazy Love with a "playful" remix of "Baby (You Got What It Takes)".
Az album nevét az északír Van Morrison 1970-es "Crazy Love" című számáról kapta, melynek egy feldolgozása fel is került a lemezre.
Bublé így beszélt a felvétel folyamatáról: "Annak tudatában álltam neki a felvétel elkészítéséhez, hogy ez különbözni fog az előzőektől. Egyre mélyebben magamba néztem, s egyre mélyebbre s mélyebbre haladtam. Alapjában véve az igazat énekeltem – minden dalnak van önéletrajzi gyökere – a különbség minden bizonnyal hallható. Visszamentem, s úgy készítettem el a felvételeket, mint a példaképeim. Egy eredeti érzést akartam – így az emberek úgy érezhetik, hogy ott vannak velem együtt a stúdióban. A zenészeimmel mind egy szobában ültünk, az elejétől kezdve együtt vettük fel a dalokat, s hagytuk, hogy a hangok egymásba folyjanak. Nem volt előre kigondolva. Nem igazán tökéletes. Csak elég jónak érezzük."

## Megjelenése
A lemez eredeti megjelenési ideje október 13. lett volna, de a rajongók kérésére már négy nappal korábban, október 9-én forgalomba hozták.
Szeptember 11-től internetes áruházán keresztül előrendeléssel elérhető volt a lemez egy speciális változata. Ebben benn bolt a teljes lemez, egy egy DVD, egy remix CD és egy 32 oldalas füzet.
A Crazy Love október 19-én jelent meg az Egyesült Királyságban.

## Számlista
Hat nagyobb változat van: a Standard Edition, az Exclusive Fan Edition, az Amazon.com Special Edition, az iTunes Deluxe Edition, az MP3 Exclusive Edition és a 2010 Reissue.
| 1.  | Cry Me a River                                                                      | Arthur Hamilton                               | 4:15 |
| 2.  | All of Me                                                                           | Gerald Marks, Seymour Simons                  | 3:08 |
| 3.  | Georgia on My Mind                                                                  | Hoagy Carmichael, Stuart Gorrell              | 3:08 |
| 4.  | Crazy Love                                                                          | Van Morrison                                  | 3:31 |
| 5.  | Haven't Met You Yet                                                                 | Michael Bublé, Alan Chang, Amy S Foster       | 4:05 |
| 6.  | All I Do Is Dream of You                                                            | Nacio Herb Brown, Arthur Freed                | 2:32 |
| 7.  | Hold On                                                                             | Michael Bublé, Alan Chang, Amy S Foster       | 4:05 |
| 8.  | Heartache Tonight                                                                   | Don Henley, Glenn Frey, Bob Seger, JD Souther | 3:52 |
| 9.  | You're Nobody Till Somebody Loves You                                               | Russ Morgan, Larry Stock, James Cavanaugh     | 3:07 |
| 10. | Baby (You've Got What It Takes) (szerepel benne Sharon Jones és a The Dap-Kings)    | Clyde Otis, Murray Stein                      | 3:20 |
| 11. | At This Moment                                                                      | Billy Vera                                    | 4:35 |
| 12. | Stardust (szerepel benne Naturally 7)                                               | Hoagy Carmichael, Mitchell Parish             | 3:13 |
| 13. | Whatever It Takes (Minden változaton szereplő bónusz) (szerepel benne Ron Sexsmith) | Ron Sexsmith                                  | 4:35 |

| 1. | Home (International Pop Mix)                                                                  | 3:42 |
| 2. | Spider-Man Theme (Junkie XL Remix)                                                            | 3:07 |
| 3. | It Had Better Be Tonight (Meglio Stasera) (Zoned Out Mix)                                     | 3:15 |
| 4. | Save The Last Dance For Me (StarCity Remix)                                                   | 3:36 |
| 5. | Comin' Home Baby (Duett Boyz II Mennel) (Frank Popp Remix)                                    | 3:09 |
| 6. | Sway (Ralphi's Salsation Edit)                                                                | 3:08 |
| 7. | Lost (International Pop Mix)                                                                  | 3:26 |
| 8. | Everything (Bob Rock Mix)                                                                     | 3:35 |
| 9. | Baby (You've Got What It Takes) (szerepel benne Sharon Jones és a The Dap-Kings) (Frisky Mix) | 3:20 |

| 1. | Making of Crazy Love Documentary | 25 Min. |

| 14. | Some Kind of Wonderful | 3:05 |

| 1. | Making of Crazy Love Documentary | 25 Min. |

| 14. | Some Kind of Wonderful                                         |                               | 3:05 |
| 15. | Haven't Met You Yet (Hangszeres)                               |                               | 4:05 |
| 16. | Pennies From Heaven (Bónusz szám az előrendelőknekth17 = 4:05) | Arthur Johnston, Johnny Burke |      |

| 14. | Some Kind of Wonderful                 |                      | 3:05 |
| 15. | Relax Max (szerepel benne Naturally 7) | Al Frisch, Sid Wayne | 3:29 |

| 14. | Relax Max (szerepel benne Naturally 7) | Al Frisch, Sid Wayne | 3:29 |

| 14. | Some Kind of Wonderful | 3:05 |

## Listahelyezések
| Sikerlista (2009)           | Helyezés | Minősítés  | Értékesítés |
| --------------------------- | -------- | ---------- | ----------- |
| Argenti Slágerlista         | 2        |            |             |
| Ausztrál ARIA Slágerlista   | 1        | 3x platina | 210.000+    |
| Brit Slágerlista            | 2        | 3x platina | 909.839     |
| Ír Sikerlista               | 1        |            |             |
| Olasz Slágerlista           | 1        | platina    | 70.000+     |
| U.S. Billboard 200          | 1        | Platina    | 1.066.000+  |
| Kanadai Slágerlista         | 1        | platina    | 100.000+    |
| Lengyel Slágerlista         | 8        | Arany      | 10.000+     |
| Finn Slágerlista            | 38       |            |             |
| Német Slágerlista           | 5        |            |             |
| Mexikói Top 100 Slágerlista | 10       |            |             |
| Dél-afrikai Slágerlista     | 2        |            |             |

| Előző The E.N.D. Black Eyed Peas          | Ausztrál ARIA Sikerlista legjobb albuma 2009. október 19. - 2009. november 9. | Következő Greatest Hits Foo Fighters                   |
| Előző She Wolf Shakira                    | Ír Albumlista legjobb albuma 2009. október 22. – 2009. november 12.           | Következő JLS JLS                                      |
| Előző I Dreamed a Dream Susan Boyle       | Ír Albumlista legjobb albuma 2009. december 17. -                             | Következő Jelenleg is                                  |
| Előző Love Is the Answer Barbra Streisand | Billboard 200 legjobb albuma 2009. október 24. - 2009. november 9.            | Következő New Moon: Original Motion Picture Soundtrack |